# Quỳnh Giang
Quỳnh Giang là xã thuộc huyện Quỳnh Lưu, tỉnh Nghệ An, Việt Nam.

## Địa lý - Hành chính
Xã nằm trên tuyến đường Quốc lộ 1 chạy qua Nghệ An. Địa giới hành chính xã Bắc giáp với thị trấn Cầu Giát; Nam giáp với xã Diễn Đoài (huyện Diễn Châu); Tây giáp với Quỳnh Lâm; Đông giáp với Quỳnh Diễn.
Xã được phân làm 13 xóm. Từ xóm 1 đến xóm 4 được gọi là Trung Hậu, xóm 5 gọi là Chợ Cào, xóm 6 đến xóm 7 gọi là Đồng Luyện, xóm 8 đến xóm 10 gọi là Đại Đồng, xóm 11 và 12 gọi là Yên Lưu, xóm 13 gọi là Xóm Trại.
Tại Thông tư số 14/2018/TT-BNV ngày 3/12/2018 của Bộ Nội vụ về tổ chức và hoạt động của thôn, tổ dân phố, quy mô số hộ gia đình tại các tỉnh miền Trung được quy định cụ thể: các xóm, bản ở xã có 250 hộ gia đình trở lên; khối ở phường, thị trấn 300 hộ gia đình trở lên; thôn, bản ở các xã biên giới 100 hộ gia đình trở lên. 
https://baonghean.vn/chi-tiet-cac-xom-du-kien-sap-nhap-o-huyen-quynh-luu-245353.html

## Di tích - Danh thắng
- Đền thờ Thái phó Thuần Quận công Nguyễn Ba Lai (Lê Ba Lai), danh tướng Lam Sơn